# Cumbal
El Cumbal és un estratovolcà que es troba al departament de Nariño, al sud-est de Colòmbia. Històricament ha estat el volcà actiu situat més al sud de Colòmbia. El seu cim s'eleva fins al 4.764 msnm.
Existeixen diverses fumaroles al cim, tot i que no se li coneix cap mena d'activitat des de la darrera erupció, el 1926. En el passat s'extreia sofre de les seves fumaroles i cràter usant métodes tradicionals de mineria. Els miners també explotaven el gel, que en algunes estacions cobreix el seu cim, per oferir-lo al mercat d'Ipiales.
El 28 de gener de 2002 el vol TAME Flight 120 s'hi va estavellar mentre s'aproximava a Tulcán. Els 92 passatgers van morir-hi.

## Enllaços xexterns
- Cumbal Arxivat 2012-04-15 a Wayback Machine. Global Volcanism Program, Smithsonian Institution

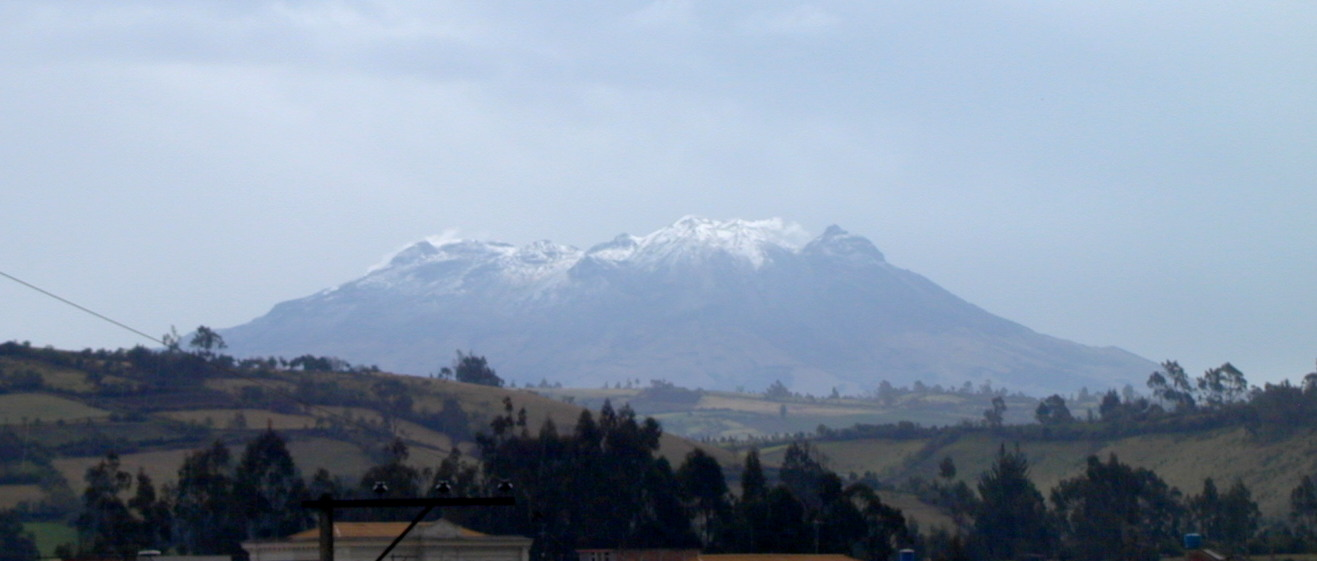
El volcà Cumbal vist des de Tulcán